# Polskie wojska inżynieryjno-saperskie w wojnie polsko-bolszewickiej
Polskie wojska inżynieryjno-saperskie w wojnie polsko-bolszewickej – organizacja i działania wojsk inżynieryjno-saperskich w okresie wojny polsko-bolszewickiej.
Wojska inżynieryjno-saperskie należały do szczególnie ważnego komponentu Wojska Polskiego. Wchodziły organicznie w skład dywizji piechoty. Do końca sierpnia 1919 sformowano pułk inżynieryjny, pięć batalionów saperów, batalion mostowy, batalion maszynowy oraz plutony saperów w formowanych pułkach piechoty i jazdy. Bataliony saperów przydzielane dywizjom piechoty przyjęły ich numerację.

## Instytucje centralne i sztaby wojsk saperskich
Wykorzystując wzory trzech armii zaborczych, już w listopadzie 1918 zaczęto tworzyć oddziały saperskie. W pierwszej strukturze Ministerstwa Spraw Wojskowych, w Departamencie Technicznym umiejscowiona została Sekcja Inżynierii Wojskowej, kierowana przez ppłk. Włodzimierza Biernackiego. Praca sekcji koncentrowała się bardziej na fortyfikacjach niż saperach. W maju 1919 sprawy wojsk saperskich znalazły się w Departamencie Techniczno-Komunikacyjnym, kierowanym przez płk. Jana Niesiołowskiego. Istniała w nim Sekcja Inżynierii i Saperów, z mjr. Zygmuntem Nawratilem. Przy MSWojsk. utworzony został też Inspektorat Inżynierii i Saperów, kierowany przez gen. Władysława Wejtko. W tym samym miesiącu rozkaz Ministerstwa Spraw Wojskowych powołał przy Naczelnym Dowództwie Wojska Polskiego stanowisko szefa inżynierii i saperów. Podlegali mu szefowie inżynierii i saperów armii i frontów.
Reorganizacja lutowa 1920 Ministerstwa Spraw Wojskowych spowodowała, że sprawy wojsk saperskich znalazły się w gestii Departamentu Wojsk Technicznych gen. Emila Gołogórskiego. W składzie Departamentu znajdowała się Sekcja Inżynierii i Saperów, kierowana przez mjr. Mieczysława Dąbkowskiego.
24 lipca 1920, na bazie Inspektoratu Inżynierii i Saperów ND WP gen. Czesława Rybińskiego oraz części Sekcji Technicznej Oddziału IV Materiałowego ND WP, utworzono Polowe Szefostwo Inżynierii i Saperów, które koordynowało wszystkie działania saperów i inżynierii wojskowej na obszarze wojennym. Polowy szef inżynierii i saperów był dowódcą wojsk saperskich i składów inżynieryjno-saperskich podległych Naczelnemu Dowództwu. Odpowiadał za kierowanie budową oraz konserwację dróg i mostów, nadzorował roboty fortyfikacyjne, zaopatrzenie, kontrolował pracę szefów inżynierii saperów armii oraz frontów. Od sierpnia 1920 Polowe Szefostwo Inżynierii i Saperów podzielone zostało na 5 wydziałów. Jego etat przewidywał 18 oficerów, 8 podoficerów, 18 szeregowców i jednego wojskowego urzędnika cywilnego.
Przy dowództwach Okręgów Generalnych zorganizowano Inspektoraty Okręgowe Inżynierii i Saperów. Inspektor okręgowy podlegał bezpośrednio dowódcy OGen. i odpowiadał za pracę oddziałów saperskich na terenie Okręgu. Dla opracowania planów i przeprowadzenia robót fortyfikacyjnych w kraju utworzono przy DOGen. oddziały inżynierii wojennej. Brak wykwalifikowanego personelu zmusił MSWojsk. do łączenia oddziałów inżynierii wojennej z istniejącymi już w Okręgach Generalnych referatami saperskimi w Oddziały Inżynierii Wojennej i Saperów. Oddziały te przygotowywały plany prac fortyfikacyjnych na obszarze Okręgu, nadzorowały ich wykonanie, odpowiadały za organizację i szkolenie oddziałów zapasowych.
Na szczeblu operacyjnym funkcjonowały szefostwa saperów frontu lub armii. W bezpośredniej podległości szefa saperów armii znajdować się miało, zgodnie z etatem z 24 kwietnia 1920, pięć kompanii saperów, kompania mostowa, kompania elektrotechniczna, dwa plutony reflektorów, dwa plutony rzeczne, pluton wiertniczy, dwa plutony hydrotechniczne, cztery kompanie robocze, park saperski oraz kolumna pontonowa. Na szczeblu taktycznym występował szef saperów dywizji, dysponujący etapowym batalionem saperów o numeracji jak macierzysty związek taktyczny.

## Formowanie oddziałów saperskich

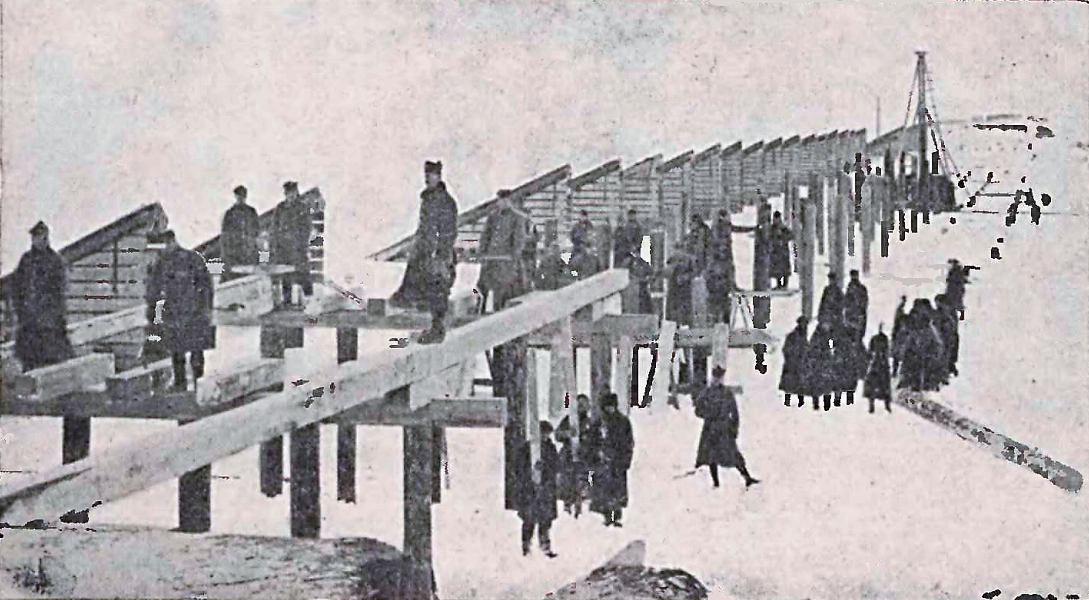
Budowa mostu nad Berezyną zima 1919-20

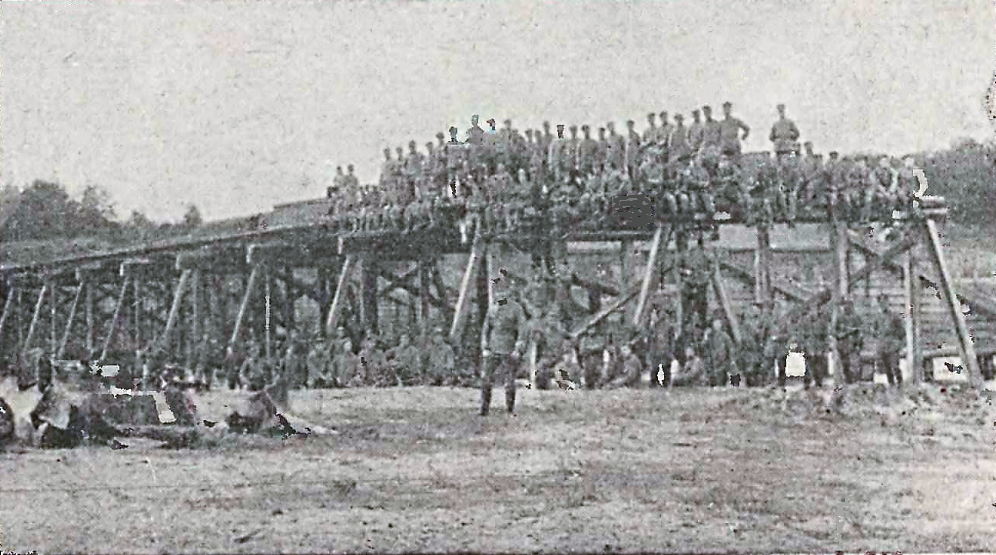
Most im. gen. Konarzewskiego na Berezynie pod Bobrujskiem zbudowany przez saperów 1 dyw. strz. Wlkp

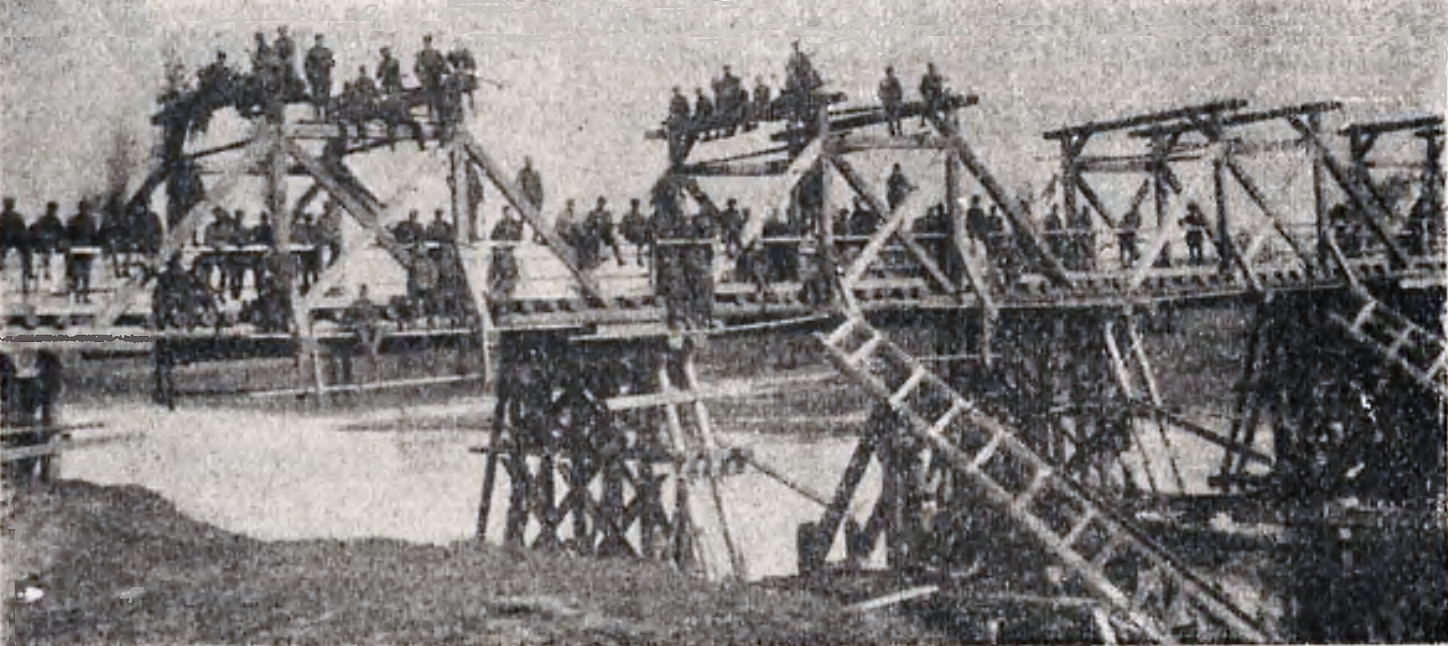
Most na Wilji w Niemenczynie, zbudowany w r. 1920/21 w pobliżu nieprzyjaciela przez 3 komp. mostową

Proces tworzenia wojsk saperskich do wiosny 1919 przebiegał w sposób żywiołowy, bez centralnego kierownictwa, ustalonych etatów i opierał się na zaciągu ochotniczym. Oddziały formowane były przez dowództwa okręgów generalnych.
Pułk i bataliony saperów
20 listopada 1918 przystąpiono do tworzenia 1 pułku inżynieryjnego ppłk. Jana Skoryny. Pułk już w lutym 1919 został rozwiązany, a na jego bazie sformowano samodzielne bataliony saperów przeznaczone do nowo tworzonych dywizji piechoty. Jako pierwsze powstały 1., 4., 2. i 9 bataliony saperów.
Pod koniec czerwca 1919 sformowany został batalion mostowy ppłk. Józefa Zaniewskiego i batalion maszynowy kpt. Jana Ryłki.
21 czerwca 1919 wydany został rozkaz Ministerstwa Spraw Wojskowych o organizacji wojsk saperskich. Ustalono, że bataliony saperów przydzielane dywizjom piechoty przejmą ich numerację i rozpoczęto formowanie kolejnych: 11., 12., 13., 14., 15., 17. i 19. batalionów saperów. Wojenny etat batalionu saperów przewidywał 913 żołnierzy, w tym 14 oficerów, 61 podoficerów i 838 szeregowców. Batalion składał się z dwóch kompanii saperów, każda po 238 żołnierzy, w tym 4 oficerów, 24 podoficerów i 220 szeregowców, kolumny saperskiej – 194 żołnierzy, w tym 3 oficerów, 16 podoficerów i 175 szeregowców oraz kompanii zapasowej – 243 żołnierzy, w tym 3 oficerów, 17 podoficerów i 223 szeregowców.
Do sierpnia 1920 wszystkie 22 dywizje piechoty posiadały organiczne, nie zawsze pełne, bataliony saperów. Istniało siedem batalionów o pełnym składzie etatowym, czternaście nie posiadało kompanii zapasowej. Batalion saperów 22 Ochotniczej Dywizji Piechoty składał się tylko z ochotniczej kompanii saperów i kolumny saperskiej. Saperów nie posiadały natomiast samodzielne brygady piechoty i jednostki jazdy. W czerwcu 1920 podjęto kolejną próbę tworzenia pułku saperów pod dowództwem mjr. Stanisława Magnuszewskiego. I ten pułk nie działał zbyt długo. Ponadto sformowano kilka ochotniczych kompanii saperów, które weszły w skład 201 batalionu saperów.
Latem 1920 wojska saperskie liczyły około 35 000 ludzi. W ich skład wchodziły: 22 bataliony saperów, batalion saperów mostowych (dwie kompanie), batalion maszynowy (pięć kompanii), siedem batalionów i dwie kompanie zapasowe, cztery kolumny (dwie saperskie, jedna pontonowa, jedna mostowa) i wydzielone oddziały minerów. 1 lipca 1920 na zapleczu szkoliło się i organizowało 11 kompanii saperów, na froncie walczyło 50 kompanii. Pod koniec wojny czternaście dywizji piechoty dysponowało batalionami saperów w pełnym składzie. Dywizje 4., 5., 18. i 17. posiadały bataliony liczące po dwie kompanie saperów, dywizje 6., 21. i 3 DP Leg. posiadały bataliony z jedną kompanią saperów.
Grupy fortyfikacyjne
W skład wojsk inżynieryjno-saperskich wchodziły także grupy fortyfikacyjne. Zaczęto je formować od lipca 1920. Zajmowały się one budową umocnień polowych. Jako pierwsza powstała Grupa Fortyfikacyjna nr 1 (przemianowana na nr 12) ppłk. Ottona Berezowskiego. Rozbudowywała ona pozycje obronne na linii Grodno-Krynki, a następnie linii rzek Biebrzy i Narwi, przedmościa warszawskiego i na końcu linii Grudziądz-Toruń.
Jednocześnie sformowano Grupę Fortyfikacyjną nr 2. Rozbudowywała ona zapory inżynieryjne na linii Niemna i Szczary oraz na przedpolu Warszawy. Kolejna grupa – Grupa Fortyfikacyjna nr 3 rozbudowywała umocnienia twierdzy brzeskiej oraz linii obronnych stolicy. Kolejne grupy fortyfikacyjne nosiły numery 4, 5, 6, 7, 8, 9, 10 i 11. Ich obsadę stanowiła nieliczna kadra zawodowa, cywilni inżynierowie i technicy. Przy fortyfikacjach pracowały wydzielone kompanie saperów oraz kompanie jeńców i robotnicy cywilni. Latem 1920 wystawiono łącznie dwanaście grup fortyfikacyjnych. Do Grupy Fortyfikacyjnej nr 4 włączono 3 kompanię 18 batalionu saperów, a do Grupy Fortyfikacyjnej nr 5 dwie kompanie 17 batalionu saperów.

## Szkolenie saperów

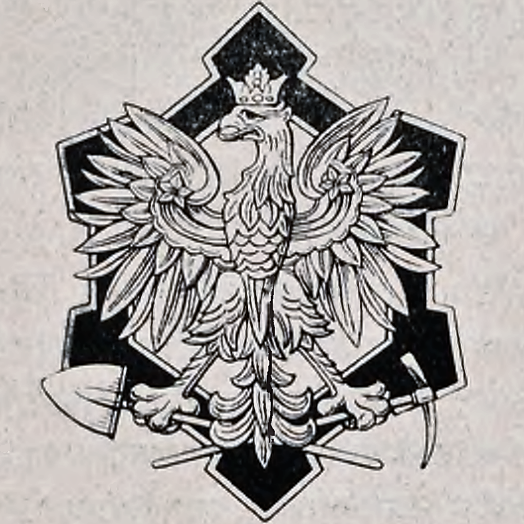
Odznaka pamiątkowa Szkoły Podchorążych Inżynierii

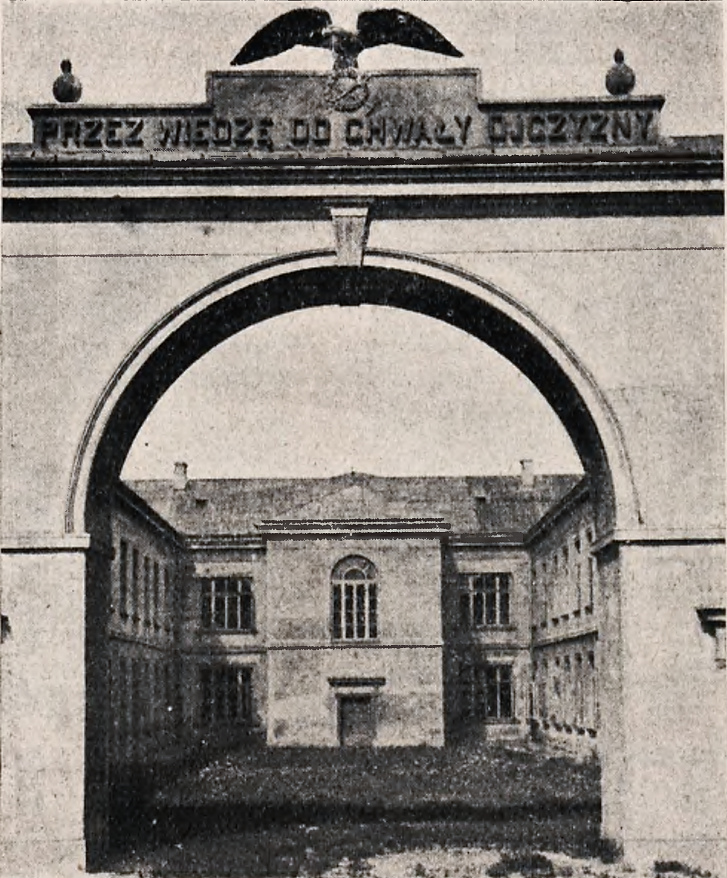
Budynek Szkoły Podchorążych Inżynierii

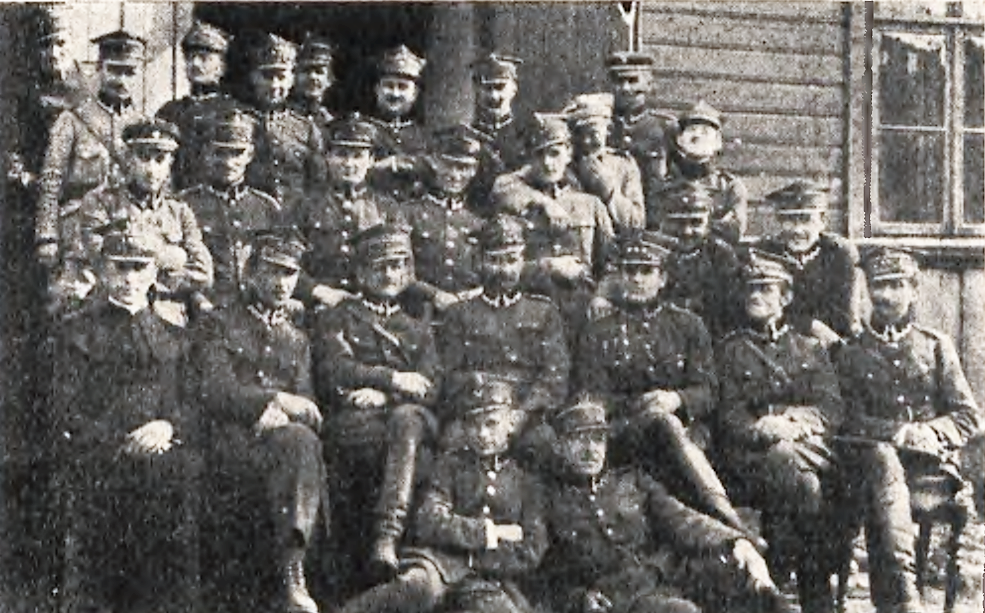
Oficerowie kadry K.O.S.S. z pierwszymi dowódcami

Głównymi ośrodkami szkolenia kadry oficerskiej i podoficerskiej były szkoły i kursy zgrupowane w Kościuszkowskim Obozie Szkolenia Saperów w Warszawie. Były to: Szkoła Podchorążych Saperów, Szkoła Podoficerska Saperów, Kurs Fortyfikacyjny dla inżynierów ochotników i Kurs Ogniomiotaczy. W Okręgach Generalnych prowadzono kursy dla oficerów kompanii technicznych piechoty i szwadronów technicznych jazdy. Szkoły i kursy organizowały także dywizyjne bataliony saperów. Celem kursów i szkół było nie tylko przygotowanie kadr dla oddziałów saperskich, ale także utworzenie „sapera polskiego”. Nie zdefiniowano jednak, czym powinien wyróżniać się saper „polski”.
Przeszkodą w szkoleniu okazał się niedostatek kandydatów z odpowiednim przygotowaniem zawodowym na funkcje oficerskie. Także pozyskiwanie kandydatów na podoficerów wojsk inżynieryjnych z wykształceniem technicznym nastręczało wielu trudności. W lutym 1920 wojska saperskie otrzymały ponad 10 000 rekrutów roczników 1900 i 1901, ale niewielu spośród nich posiadało jakiekolwiek przygotowanie fachowe do służby saperskiej. Trzymiesięczny okres szkolenia był zbyt krótki na wpojenie żołnierzom niezbędnych umiejętności specjalistycznych. Rekruci musieli też przebyć szkolenie ogólnowojskowe – typowe dla piechura. Konieczną wiedzę fachową większość saperów zdobywała dopiero w warunkach bojowych. W okresie od 1 grudnia 1919 do 1 czerwca 1920 bataliony i kompanie zapasowe wysłały na front 4206 podoficerów i szeregowców i tylko 65 oficerów. Nie mogło to w żadnym wypadku zniwelować braków kadrowych.